# ری جانکشن (آریزونا)
ری جانکشن (به انگلیسی: Ray Junction) یک منطقهٔ مسکونی در ایالات متحده آمریکا است که در آریزونا واقع شده‌است. ری جانکشن ۵۴۵ متر بالاتر از سطح دریا واقع شده‌است.